# Singhiella dioscoreae
Singhiella dioscoreae es un hemíptero de la familia Aleyrodidae, con una subfamilia: Aleyrodinae.
Fue descrita científicamente por primera vez por Takahashi en 1934. Antiguamente se lo consideraba dentro del género Dialeurodes.